# Biszcza (gromada)
Biszcza – dawna gromada, czyli najmniejsza jednostka podziału terytorialnego Polskiej Rzeczypospolitej Ludowej w latach 1954–1972.
Gromady, z gromadzkimi radami narodowymi (GRN) jako organami władzy najniższego stopnia na wsi, funkcjonowały od reformy reorganizującej administrację wiejską przeprowadzonej jesienią 1954 do momentu ich zniesienia z dniem 1 stycznia 1973, tym samym wypierając organizację gminną w latach 1954–1972.
Gromadę Biszcza z siedzibą GRN w Biszczy utworzono – jako jedną z 8759 gromad na obszarze Polski – w powiecie biłgorajskim w woj. lubelskim na mocy uchwały nr 6 WRN w Lublinie z dnia 5 października 1954. W skład jednostki weszły obszary dotychczasowych gromad Biszcza I, Biszcza II, Gózd Lipiński, Borki i Wólka Biska ze zniesionej gminy Biszcza w tymże powiecie. Dla gromady ustalono 24 członków gromadzkiej rady narodowej.
1 stycznia 1957 z gromady Biszcza wyłączono wieś Gózd Lipiński, włączając ją do gromady Harasiuki w tymże powiecie.
1 stycznia 1958 do gromady Biszcza włączono z powrotem wieś Gózd Lipiński z gromady Harasiuki w tymże powiecie.
1 stycznia 1960 do gromady Biszcza włączono obszar zniesionej gromady Bukowina oraz wsie Budziarze i Suszka ze zniesionej gromady Wola Dereźniańska w tymże powiecie.
Gromada przetrwała do końca 1972 roku, czyli do kolejnej reformy gminnej. 1 stycznia 1973 w powiecie biłgorajskim reaktywowano gminę Biszcza.